# KEYTALK
KEYTALK（キートーク）は、日本の4人組ロックバンド。所属事務所はマーガレット・ミュージック。所属レーベルはユニバーサルミュージック内のVirgin Music。2024年8月より活動休止。

## 概要
前身バンドを経て、2009年7月に結成。2010年3月にEP『KTEP』でインディーズ・デビュー、2013年11月にシングル『コースター』でメジャー・デビューを果たした。以降、年間を通してライブハウスで複数のツアーを敢行したり、日本武道館や横浜アリーナといった大きな会場でのライブも行うなど、精力的な活動を行っている。バンド名は、メンバーの八木がファンであることを公言しているジャズピアニスト、上原ひろみのアルバム『Brain』に収録されている楽曲「Keytalk」が由来である。寺中と首藤によるツインボーカル体制によって紡ぎ出されるキャッチーなメロディや、個性豊かなメンバーのキャラクターが特徴的である。メンバー全員が音楽学校を卒業しており、それぞれ楽曲制作に携わっている。また、「MONSTER DANCE」「MATSURI BAYASHI」「MABOROSHI SUMMER」など振り付けのある楽曲が多数存在しており、踊れるロックバンドとしても知られている。

## メンバー
| 画像 | 氏名                            | 生年月日               | パート                      | 出身地                 | 血液型 | イメージカラー | 備考 |
| ---- | ------------------------------- | ---------------------- | --------------------------- | ---------------------- | ------ | -------------- | --- |
|      | 小野 武正 （おの たけまさ）     | 1988年9月19日（36歳）  | リードギター MC コーラス    | 埼玉県さいたま市見沼区 | A型    | 黄             | KEYTALKのリーダー。八木とともに前身バンド・realを結成した。Alaska Jamのギタリストとしても活動している。 |
|      | 八木 優樹 （やぎ ゆうき）       | 1988年10月19日（36歳） | ドラムス コーラス           | 東京都清瀬市           | O型    | 緑             | 小野とともにバンドのオリジナルメンバー。2011年から2012年までundersignのドラマーとしても活動していた。2020年5月、YouTubeチャンネル「はげまるちゃんねる」を開設。                                                                       |
|      | 首藤 義勝 （しゅとう よしかつ） | 1989年2月19日（36歳）  | リードボーカル ベース       | 埼玉県狭山市           | A型    | 紫             | 2005年8月、対バンで小野と八木に出会い、サポートメンバーを経て2007年6月に加入。the cabsのベースボーカルとしての活動も行っている。2023年3月、千也茶丸名義でソロデビューを果たす。2024年6月に活動休止したのち、同年7月に脱退を表明した。 |
|      | 寺中 友将 （てらなか ともまさ） | 1988年5月12日（37歳）  | メインボーカル リズムギター | 熊本県                 | A型    | 赤             | 大学でメンバーの小野と出会い、2007年6月に加入。愛称は「巨匠」。不定期で弾き語りソロライブも行っている。2020年6月、YouTubeチャンネル「巨匠部屋」を開設。                                                                               |

## 経歴

### 2004年 - 2008年：real結成

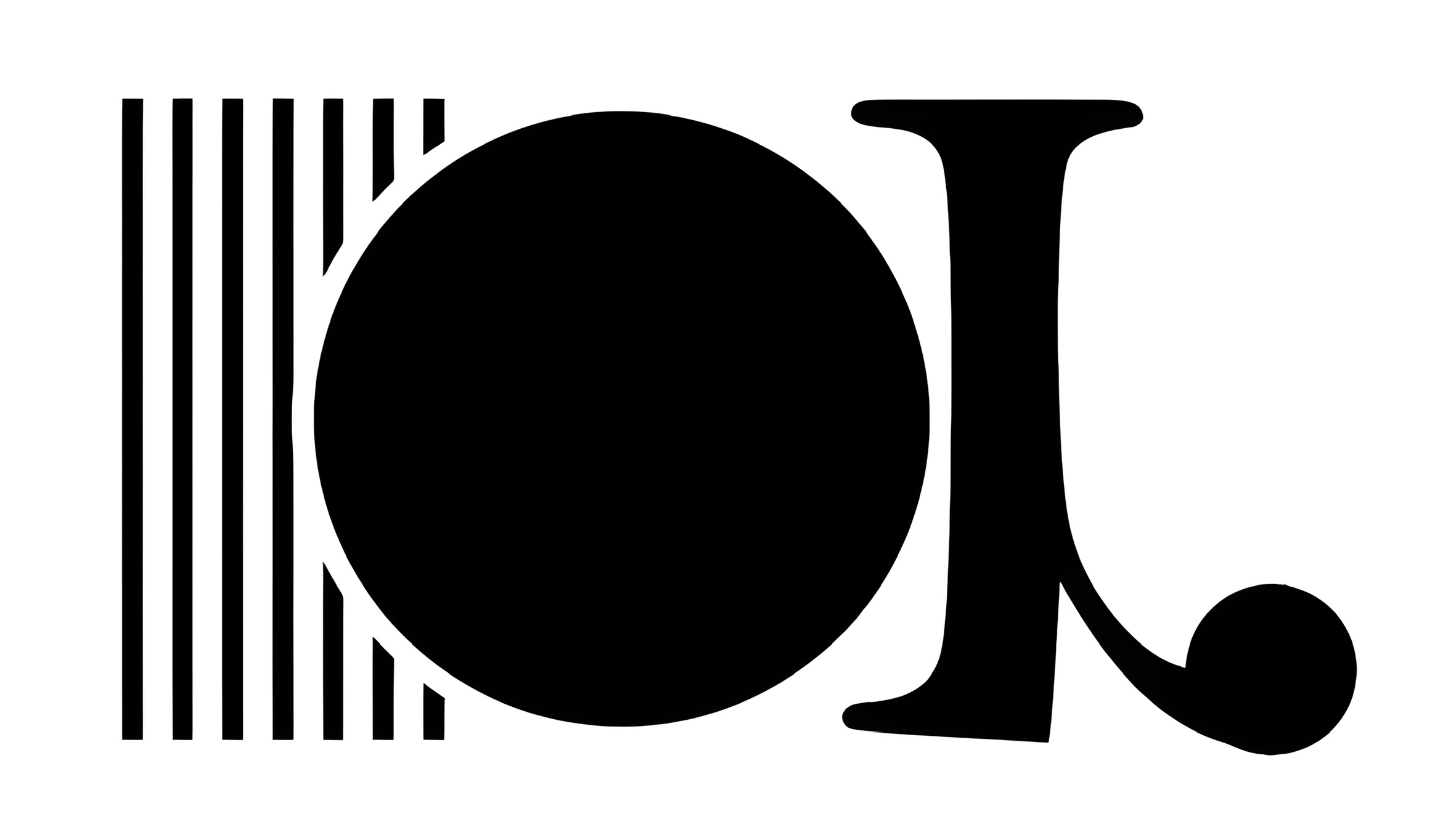
real時代のロゴ

2004年6月、ギターの小野武正とドラムの八木優樹が西武台高校の軽音楽部で出会い、先輩から2人とも同じバンドに誘われたのをきっかけに親交を深め、前身バンド「real」を結成。11月13日、川越チコで初ライブを行う。2005年10月20日、川越チコにてベースの首藤義勝と対バン相手として出会う。2007年1月31日、サポートメンバーとしてベースの首藤が加入し、新生realの初ライブが下北沢屋根裏にて行われた。当時はボーカルが不在でギターの小野が歌唱していた。同年6月、ギターボーカルの寺中友将がrealに加入、同時に首藤も正式加入、現体制になる。同年10月22日、4人体制初のライブが下北沢屋根裏にて行われた。デモ音源を作り、20社ほどのレーベルに送ったところ、現在の所属事務所である有限会社マーガレットミュージックの代表である古閑裕から、音源を気に入った旨の連絡を受ける。2008年2月7日、渋谷サイクロンでのイベントライブを見に来た古閑に、同社内のレーベル、KOGA RECORDSへの誘いを受け、幾度かの話し合いを経て所属することとなる。

### 2009年 - 2012年：KEYTALKに改名、インディーズデビュー

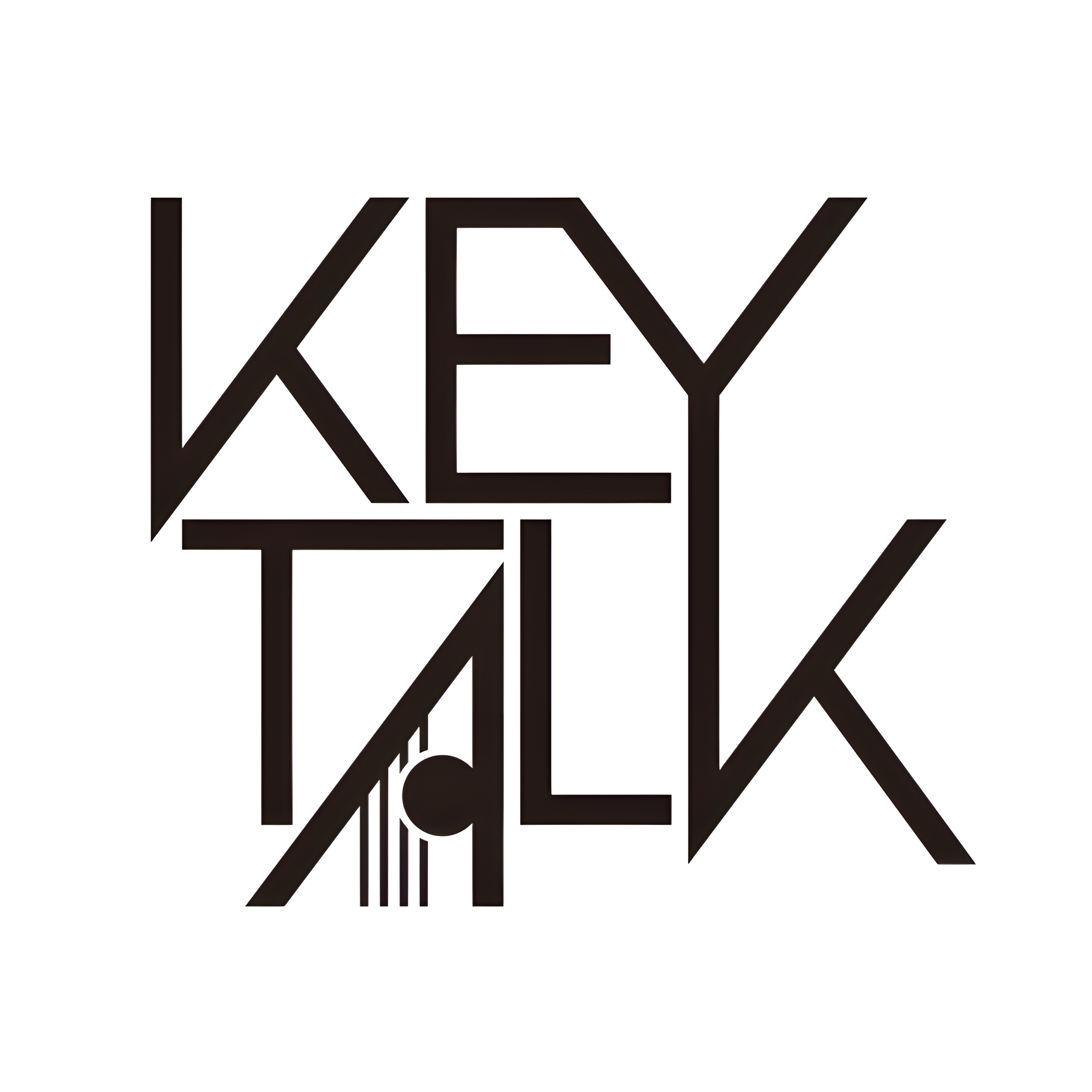
KEYTALKのロゴ

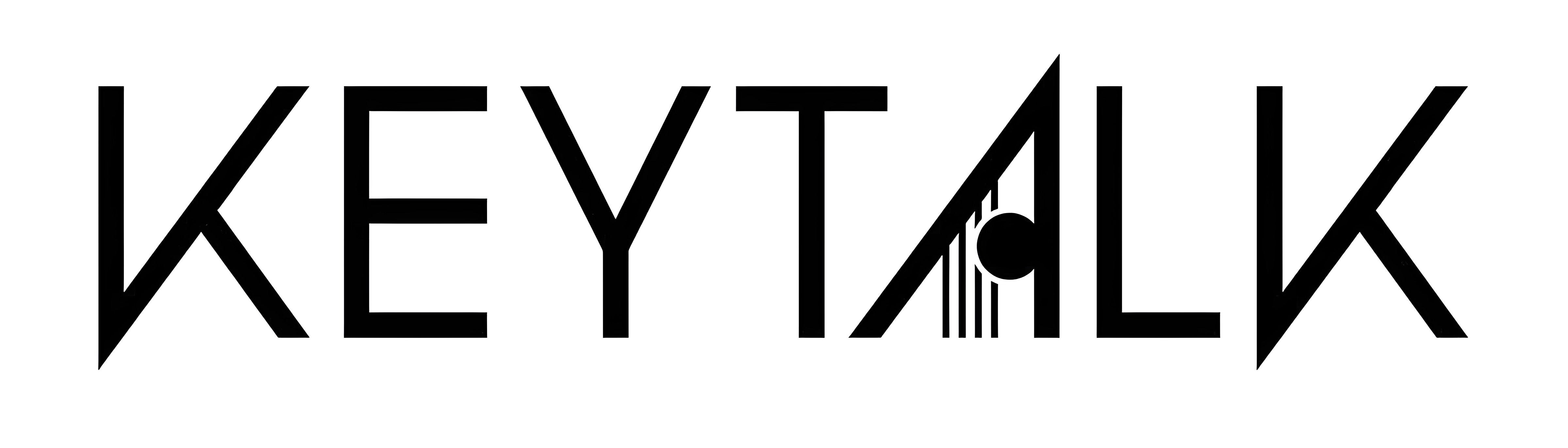
KEYTALKのロゴ（横長）

2009年10月4日、インディーズデビューを機に渋谷GUILTYでのライブにてバンド名を「KEYTALK」に改名。
2010年3月17日、プロデューサーにFRONTIER BACKYARDのTGMX氏を迎え、タワーレコード1,000枚限定シングル『KTEP』を発売し、インディーズデビュー。6月15日、YouTube番組「KEYTALK TV」がスタート。以降、2023年現在まで不定期に投稿が続けられている。7月7日には1stミニアルバム『TIMES SQUARE』を発売し、7月10日から8月21日の間、全国11か所の発売記念ツアーを開催した。
2011年3月18日、ライブハウス限定シングル『PASSION / 東京Star』を発売し、800枚を売り切った。11月9日に2ndミニアルバム『SUGAR TITLE』を発売し、11月19日の下北沢SHELTERワンマンライブ(SOLD OUT)を皮切りに、全国26か所の発売記念ツアー「SUGAR TITLE TOUR 2011-2012」を開催。
2012年3月30日に初の自主イベント「フォゲットモンスター〜オムスターの逆襲〜」を成功させる。4月7日に台湾の人気フェス「Spring Scream 2012」に出演。5月9日には2,000枚限定マキシシングル『KTEP2』をリリースし、オリコン週間インディーズチャートで1位を獲得。7月8日から7月21日の間、「KTEP2」発売記念の東名阪福ワンマンツアーを行い、4カ所全てSOLD OUTする。8月11日に「RISING SUN ROCK FESTIVAL 2012 in EZO」のdef garageステージに、10月8日にはスペースシャワー列伝 〜第九十一巻 秋茄子（あきなす）の宴〜』＠新宿LOFTに出演した。12月5日に2,000枚限定マキシシングル『KTEP3』をリリースし、2週間で完売した。

### 2013年 - 2016年：メジャーデビュー、バンド初の武道館公演
2013年2月17日から2月24日の間、「オムスターの逆襲TOUR 2013」を開催。代官山UNITワンマンを含む東名阪奈良の全4公演がSOLD OUT。3月6日に1stフルアルバム『ONE SHOT WONDER』をリリース。オリコン週間インディーズアルバム(3/18付)3位にランクイン。オリコン週間CDアルバム総合では最高27位にランクイン。3月7日から5月19日の間、全国40か所の発売記念ツアー「ONE SHOT WONDER TOUR 2013」を敢行。渋谷CLUB QUATTROを含むワンマン7公演が全て完売。8月20日に下北沢SHELTERchでのUstreamにて、ビクターエンタテインメント内のレーベルGetting Betterからのメジャー・デビューを発表し、11月20日に1stシングル『コースター』でメジャー・デビュー。インディーズではラストライブかつワンマン公演である、LIQUIDROOMにて「オムスター覚醒！“コースター”リリース前夜祭」11月17日に開催した。また、10月からJ-WAVEで放送されているラジオ番組『THE KINGS PLACE』の木曜日レギュラーを務める。12月29日にFM802 ROCK FESTIVAL 2013 RADIO CRAZYに、12月30日にCOUNTDOWN JAPAN 13/14に出演した。
2014年5月21日に2ndアルバム『OVERTONE』をリリース。オリコン13位を獲得。アルバムが第7回CDショップ大賞の1次ノミネートに選ばれた。5月29日から7月13日の間、全国20か所の発売記念ツアー「OVERTONE TOUR 2014」を敢行。8月2日にROCK IN JAPAN FESTIVAL 2014に出演。10月29日から11月15日の間、秋の全国ツアー「SUPER EXPRESS TOUR 2014」を開催。
2015年3月4日にメジャー4thシングル『FLAVOR FLAVOR』を発売し、3月11日から4月28日の間、全国20か所を回る「“遥々、春バラーバはちもくがあなたの街まで春をお届けに参ります、候。～桜～” 対バンツアー」を敢行。5月20日には通算3枚目、3rdアルバム『HOT!』を発売し、5月23日から7月4日の間、追加公演を含め全国10か所を回るワンマンツアー「KEYTALKのHOTをMOTTOワンマンツアー」を敢行。7月11日には「KEYTALK台湾ライブ『みんなでダージャーハオ』」を台湾にて敢行した。10月14日に6thシングル『スターリングスター』を発売し、10月28日に自身初となる日本武道館でのワンマンライブ「KEYTALKの武道館で舞踏会 〜shall we dance?〜」を敢行。
2016年3月2日に昨年10月に行われたバンド初の日本武道館公演の模様が収録されたライブ映像及びCD『KEYTALKの武道館で舞踏会 〜shall we dance?〜』を発売。3月16日と17日の2日間で行われるストレイテナーとの対バン九州ツアー「湯めぐりツアー 〜カステラを片手に〜」が開催。4月13日に7thシングルで2か月連続シングルリリース第一弾『HELLO WONDERLAND』を発売。今作に収録される楽曲はメンバーそれぞれが作詞作曲を担当している。4月15日、25日、26日に行われる東名阪QUATTROツアー「クアトロ灼熱の小旅行〜燻らせ肉の雫〜」を開催。5月18日に8thシングルで2か月連続シングルリリース第二弾『MATSURI BAYASHI』を発売し、5月24日から13か所15公演で行われる全国ツアー「KEYTALKワンマンツアー 3年K組お祭り先生 ～『先生！義勝君の給食費がありません！』～」を開催。7月6日にはインディーズ時代に発表されたKTEPシリーズ4作品をまとめた編集盤『KTEP COMPLETE』を発売。9月17日より、東名阪ツアー「KEYTALK 秋の大収穫祭〜そなたが落としたのは金の松茸か？ 銀の椎茸か？ それとも白いしめじか？〜」を開催した。

### 2017年 - 2018年：結成10周年、横浜アリーナ公演、幕張メッセ公演
2017年1月1日、TBS系「ニューイヤー駅伝2017」テーマソング及び「熊本城マラソン2017」大会公式テーマソングとなった「Oh!En!Ka!」を配信限定リリース。2月8日から2018年2月7日の間で三代目「ニッパー大使」として就任。3月15日に4thアルバム『PARADISE』を発売。4月22日より、全国ツアー「KEYTALK爆裂疾風ツアー2017 〜みんなの街でパラリラパパパラダイス〜」を敢行。6月7日に11thシングル『黄昏シンフォニー』を発売。タイトル曲はTBS系ドラマ『3人のパパ』の主題歌となった。7月20日から9月10日までの期間限定で、KEYTALKの楽曲が東武東上本線柳瀬川駅、上福岡駅、川越駅、鶴ヶ島駅、森林公園駅の発車メロディーに採用された。また、同期間、左記の5駅に池袋駅、朝霞台駅を加えたKEYTALK縁の7駅でスタンプラリーが行われた。8月30日に12thシングル『セツナユメミシ』を発売。9月10日に初の横浜アリーナワンマンライブ「横浜アリーナ ワンマンライブ 俺ら出会って10年目〜shall we dance?〜」を敢行、12000人を動員した。またこのライブ映像が収録された映像作品およびライブCDを12月20日に発売した。
2018年1月24日に13thシングル『ロトカ・ヴォルテラ』を発売。3月7日に5thアルバム『Rainbow』を発売。4月17日より、全国ツアー「Rainbow road Tour 2018～おれ、熊本で2番目に速いから～」を敢行。熊本市民会館にて開催されたツアーの最終公演は、自身初となるホールでのワンマンライブとなった。7月18日に14thシングル『Cheers!』を発売。9月8日に幕張メッセにてワンマンライブ「ド真ん中で頑張マッセ〜shall we dance?〜」を開催し、14000人を動員した。またこのライブ映像が収録された映像作品を12月19日に発売。10月6日より、「KEYTALK ホールツアー2018 〜目指せホールインワン あなたの心へ100ヤード〜」を敢行。11月19日と20日に恵比寿LIQUIDROOMにて「Major Debut 5th Anniversary Special Live 〜そこらのギターかき鳴らして歌い出して5年目の真実〜」を開催。

### 2019年 - 2020年：レーベル移籍
2019年3月21日から28日まで「KEYTALK 北海道はデッカイドウツアー 〜道内堂々巡り〜」を、4月4日から18日まで「KEYTALK 熱い熱い思いぶっ放しツアー 〜目指せ全国制覇への道〜」開催。5月15日に15thシングル『BUBBLE-GUM MAGIC』を発売し、5/14付オリコンデイリーシングルランキングで自己最高の4位を獲得した。また、15thシングル発売と共にレーベルをユニバーサルミュージック内のVirgin Musicへ移籍した。 6月25日に「ララ・ラプソディー」を配信リリース。7月4日から18日まで東名阪ワンマンツアーを開催。8月9日から4週連続で配信シングル「真夏の衝動」「旋律の迷宮」「ブルーハワイ」「Catch The Wave」をリリースした。11月6日に6thアルバム『DON'T STOP THE MUSIC』を発売。11月8日より、全国ワンマンツアー「DON'T STOP THE MUSIC TOUR 熱狂パワフルKEYTALK 2019 ～本当にダイジョーブ?? 爆発寸前!! 武正の足爆弾～」を開催。
2020年3月18日、Getting Better在籍時の曲で構成されたキャリア初となるベスト・アルバム3作品『Best Selection Album of Victor Years』『Coupling Selection Album of Victor Years』『Best Selection Album of Victor Years Complete Box』を同時発売した。3月25日に配信シングル「サンライズ」を発売し、5月9日と10日に幕張メッセイベントホールにて2日間被り曲なしのワンマンライブ開催が予定されていたものの、新型コロナウイルスの影響により、開催延期ののち中止となった。8月26日にデジタルシングル「流線ノスタルジック」をリリース。9月から3ヶ月連続で無観客配信ライブ「4密サウンドでSUTEKI HOME ～甘い甘い蜜のよう～ 2010-2014」、「4密サウンドでSUTEKI HOME～甘い甘い蜜のよう～ 2015-2020」、「4密サウンドでSUTEKI HOME 〜甘い甘い蜜のよう〜 2010-2020 REQUEST」を敢行した。11月30日、レッドブルとのタイアップでFOMAREとのコラボシングルである「Hello Blue Days」をデジタルリリース。12月23日、「Orion」をデジタルリリース。

### 2021年 - 2024年：原点回帰、2度目の日本武道館公演、活動休止
2021年1月9日と10日に国立代々木競技場第一体育館でワンマンライブを開催予定だったが中止を発表。4月16日にZepp TokyoにてKEYTALKワンマンライブ 「いざ爛々乱舞ぼくらのワンマン始業式〜皆さんが静かになるまでに3分24秒かかりました〜」を昼の部・夜の部2公演開催。8月25日、バンドの初期作に回帰した7thアルバム『ACTION!』を発売。同日に発売を記念したリリース・パーティー「『初披露』take1～最高のライブにしますよ！よーいACTION！～」を恵比寿LIQUIDROOMにて2部制で開催した。10月7日より、「KEYTALK 全国ツアー2021 最高の笑顔でいきますよ！よーい！ACTION！〜お待たせしました。お待たせしすぎたかもしれませんね。〜」を敢行した。
2022年6月2日より、結成15周年を記念した50公演におよぶ過去最多の全国ツアー「KEYTALK 15th Anniversary Tour 津々浦々夏の陣 〜鳴けぬなら、踊りたまえ、ホトトギス〜」を敢行。ライブ会場限定で約8年半ぶりとなるKTEPシリーズの新作『KTEP4』を販売した。
2023年2月22日、デジタルシングル「君とサマー」をリリース。3月1日、約7年半ぶり2回目となる日本武道館公演「KEYTALKの武道館で舞踏会〜shall we dance?〜2」を開催。同日、日本武道館公演で初披露された新曲「未来の音」をデジタルリリース。3月15日、デジタルシングル「狂騒パラノーマル」をリリース。8月30日、8thアルバム『DANCEJILLION』を発売。11月20日、5年振りとなる映像作品『KEYTALKの武道館で舞踏会〜shall we dance?〜2』を発売。

#### 首藤の活動休止および脱退騒動、バンド活動休止
2024年6月21日、ベースボーカルの首藤義勝の体調不良により、急遽首藤を除く3人体制で翌日のフェスに出演することを発表。同時に、首藤のSNSアカウントが突如削除された。6月24日、首藤が体調不良で当面の間活動を休止することを発表。首藤の活動休止中は3人体制で活動を行う。7月2日、首藤のSNSが復活し、休養発表後初めてコメントした。7月13日、首藤は自身のXにて、他メンバーから活動を共にできないとの申し出があったことを理由に、バンドから脱退することを発表した。一方バンド側は、首藤の投稿に対して他メンバーやスタッフは事前に知らされておらず、事実と異なる箇所が見受けられるとの声明を発表した。7月25日、KEYTALKが8月22日をもってバンド活動を一時休止することを発表した。これに伴い、8月31日から予定されていたライブツアー「KEYTALK 全国ツアー2024」も全公演中止となった。各メンバーは自身のXにて活動休止について胸中を明かした。8月22日、この日行われた音楽イベントへの出演を最後にグループ活動休止期間に入ることを報告した。10月18日、首藤がソロ活動を再開することを発表した。12月14日、首藤が自身のXにて突然バンド脱退を表明をしたことに対して謝罪し、ファンや関係者が納得できるようなメッセージを届けられるよう尽力するとコメントした。

## ディスコグラフィ

### シングル

#### CDシングル
|                            | 発売日                     | 発売日                     | タイトル                   | 規格                       | 販売形態                   | 生産番号                   | 最高位                     | 収録アルバム                         |
| メジャー（Getting Better） | メジャー（Getting Better） | メジャー（Getting Better） | メジャー（Getting Better） | メジャー（Getting Better） | メジャー（Getting Better） | メジャー（Getting Better） | メジャー（Getting Better） | メジャー（Getting Better）           |
| -------------------------- | -------------------------- | -------------------------- | -------------------------- | -------------------------- | -------------------------- | -------------------------- | -------------------------- | ------------------------------------ |
| 1st                        | 2013年                     | 11月20日                   | コースター                 | CD+DVD                     | 初回限定盤                 | VIZL-605                   | 21位                       | OVERTONE                             |
| 1st                        | 2013年                     | 11月20日                   | コースター                 | CD                         | 通常盤                     | VICL-36853                 | 21位                       | OVERTONE                             |
| 2nd                        | 2014年                     | 03月12日                   | パラレル                   | CD+DVD                     | 初回限定盤                 | VIZL-644                   | 10位                       | OVERTONE                             |
| 2nd                        | 2014年                     | 03月12日                   | パラレル                   | CD                         | 通常盤                     | VICL-36876                 | 10位                       | OVERTONE                             |
| 3rd                        | 2014年                     | 10月22日                   | MONSTER DANCE              | CD                         | 初回限定盤                 | VICL-36972                 | 18位                       | HOT!                                 |
| 3rd                        | 2014年                     | 10月22日                   | MONSTER DANCE              | CD                         | 通常盤                     | VICL-36972                 | 18位                       | HOT!                                 |
| 4th                        | 2015年                     | 03月04日                   | FLAVOR FLAVOR              | CD+DVD                     | 初回限定盤                 | VIZL-793                   | 15位                       | HOT!                                 |
| 4th                        | 2015年                     | 03月04日                   | FLAVOR FLAVOR              | CD                         | 通常盤                     | VICL-37022                 | 15位                       | HOT!                                 |
| 5th                        | 2015年                     | 04月29日                   | 桜花爛漫                   | CD                         | 通常盤                     | VICL-37049                 | 23位                       | HOT!                                 |
| 6th                        | 2015年                     | 10月14日                   | スターリングスター         | CD+GOODS                   | 10,000枚完全限定生産盤     | VIZL-887                   | 7位                        | PARADISE                             |
| 6th                        | 2015年                     | 10月14日                   | スターリングスター         | CD                         | 通常盤                     | VICL-37103                 | 7位                        | PARADISE                             |
| 7th                        | 2016年                     | 04月13日                   | HELLO WONDERLAND           | CD                         | 通常盤初回プレス仕様       | VICL-37157                 | 13位                       | PARADISE                             |
| 7th                        | 2016年                     | 04月13日                   | HELLO WONDERLAND           | CD                         | 通常盤                     | VICL-37157                 | 13位                       | PARADISE                             |
| 8th                        | 2016年                     | 05月18日                   | MATSURI BAYASHI            | CD                         | 通常盤初回プレス仕様       | VICL-37158                 | 13位                       | PARADISE                             |
| 8th                        | 2016年                     | 05月18日                   | MATSURI BAYASHI            | CD                         | 通常盤                     | VICL-37158                 | 13位                       | PARADISE                             |
| 9th                        | 2016年                     | 11月23日                   | Love me                    | CD+DVD                     | 完全限定生産盤             | VIZL-1073                  | 17位                       | PARADISE                             |
| 9th                        | 2016年                     | 11月23日                   | Love me                    | CD                         | 通常盤                     | VICL-37232                 | 17位                       | PARADISE                             |
| 10th                       | 2017年                     | 01月25日                   | ASTRO                      | CD                         | 完全限定生産盤             | VICL-37246                 | 10位                       | PARADISE                             |
| 11th                       | 2017年                     | 06月07日                   | 黄昏シンフォニー           | CD                         | 通常盤初回プレス仕様       | VICL-37277                 | 13位                       | Rainbow                              |
| 11th                       | 2017年                     | 06月07日                   | 黄昏シンフォニー           | CD                         | 通常盤                     | VICL-37277                 | 13位                       | Rainbow                              |
| 12th                       | 2017年                     | 08月30日                   | セツナユメミシ             | CD+DVD                     | 初回限定盤                 | VIZL-1221                  | 12位                       | Rainbow                              |
| 12th                       | 2017年                     | 08月30日                   | セツナユメミシ             | CD                         | 通常盤                     | VICL-37309                 | 12位                       | Rainbow                              |
| 13th                       | 2018年                     | 01月24日                   | ロトカ・ヴォルテラ         | CD                         | 通常盤初回プレス仕様       | VICL-37346                 | 8位                        | Rainbow                              |
| 13th                       | 2018年                     | 01月24日                   | ロトカ・ヴォルテラ         | CD                         | 通常盤                     | VICL-37346                 | 8位                        | Rainbow                              |
| 14th                       | 2018年                     | 07月18日                   | Cheers!                    | CD+DVD                     | 完全生産限定盤             | VIZL-1388                  | 12位                       | Best Selection Album of Victor Years |
| 14th                       | 2018年                     | 07月18日                   | Cheers!                    | CD                         | 通常盤                     | VICL-37401                 | 12位                       | Best Selection Album of Victor Years |
| メジャー（Virgin Music）   |                            |                            |                            |                            |                            |                            |                            |                                      |
| 15th                       | 2019年                     | 05月15日                   | BUBBLE-GUM MAGIC           | CD+DVD                     | 初回生産限定盤             | TYCT-39109                 | 7位                        | DON'T STOP THE MUSIC                 |
| 15th                       | 2019年                     | 05月15日                   | BUBBLE-GUM MAGIC           | CD                         | 通常盤                     | TYCT-30089                 | 7位                        | DON'T STOP THE MUSIC                 |
| 15th                       | 2019年                     | 05月15日                   | BUBBLE-GUM MAGIC           | CD                         | KEYTALK盤：武正盤          | PDCV-5015                  | 7位                        | DON'T STOP THE MUSIC                 |
| 15th                       | 2019年                     | 05月15日                   | BUBBLE-GUM MAGIC           | CD                         | KEYTALK盤：義勝盤          | PDCV-5016                  | 7位                        | DON'T STOP THE MUSIC                 |
| 15th                       | 2019年                     | 05月15日                   | BUBBLE-GUM MAGIC           | CD                         | KEYTALK盤：巨匠盤          | PDCV-5017                  | 7位                        | DON'T STOP THE MUSIC                 |
| 15th                       | 2019年                     | 05月15日                   | BUBBLE-GUM MAGIC           | CD                         | KEYTALK盤：八木盤          | PDCV-5018                  | 7位                        | DON'T STOP THE MUSIC                 |

#### 配信限定シングル
| 配信日                                   | 配信日                                   | タイトル                                 | 収録アルバム                             |
| インディーズ（Grooovie Drunker Records） | インディーズ（Grooovie Drunker Records） | インディーズ（Grooovie Drunker Records） | インディーズ（Grooovie Drunker Records） |
| ---------------------------------------- | ---------------------------------------- | ---------------------------------------- | ---------------------------------------- |
| 2011年                                   | 12月14日                                 | LAST CHRISTMAS                           | アルバム未収録                           |
| 2012年                                   | 02月29日                                 | おはようトゥエンティ                     | KTEP FREE                                |
| 2013年                                   | 04月24日                                 | 桜の風吹く街で                           | KTEP FREE                                |
| メジャー（Getting Better）               |                                          |                                          |                                          |
| 2014年                                   | 09月01日                                 | エンドロール                             | HOT!                                     |
| 2017年                                   | 01月01日                                 | Oh!En!Ka!                                | PARADISE                                 |
| メジャー（Virgin Music）                 |                                          |                                          |                                          |
| 2019年                                   | 06月25日                                 | ララ・ラプソディー                       | DON'T STOP THE MUSIC                     |
| 2019年                                   | 08月09日                                 | 真夏の衝動                               | DON'T STOP THE MUSIC                     |
| 2019年                                   | 08月16日                                 | 旋律の迷宮                               | DON'T STOP THE MUSIC                     |
| 2019年                                   | 08月23日                                 | ブルーハワイ                             | DON'T STOP THE MUSIC                     |
| 2019年                                   | 08月30日                                 | Catch The Wave                           | DON'T STOP THE MUSIC                     |
| 2020年                                   | 03月25日                                 | サンライズ                               | ACTION!                                  |
| 2020年                                   | 08月26日                                 | 流線ノスタルジック                       | ACTION!                                  |
| 2020年                                   | 11月25日                                 | Hello Blue Days                          | FOMARE 1st EP『Grey』                    |
| 2020年                                   | 12月23日                                 | Orion                                    | ACTION!                                  |
| 2023年                                   | 02月01日                                 | shall we dance?                          | DANCEJILLION                             |
| 2023年                                   | 02月22日                                 | 君とサマー                               | DANCEJILLION                             |
| 2023年                                   | 03月01日                                 | 未来の音                                 | DANCEJILLION                             |
| 2023年                                   | 03月15日                                 | 狂騒パラノーマル                         | DANCEJILLION                             |

#### 先行配信シングル
| 配信日                   | 配信日                   | タイトル                 | 収録アルバム             |
| メジャー（Virgin Music） | メジャー（Virgin Music） | メジャー（Virgin Music） | メジャー（Virgin Music） |
| ------------------------ | ------------------------ | ------------------------ | ------------------------ |
| 2021年                   | 08月10日                 | 宴はヨイヨイ恋しぐれ     | ACTION!                  |
| 2021年                   | 08月13日                 | 照れ隠し                 | ACTION!                  |
| 2021年                   | 08月17日                 | 愛文                     | ACTION!                  |
| 2021年                   | 08月20日                 | 大脱走                   | ACTION!                  |
| 2021年                   | 08月24日                 | もういっちょ             | ACTION!                  |
| 2023年                   | 08月25日                 | ハコワレサマー           | DANCEJILLION             |

### EP
|                                          | 発売日                                   | タイトル                                 | 規格                                     | 販売形態                                 | 規格品番                                 | 最高位                                   |
| インディーズ（Grooovie Drunker Records） | インディーズ（Grooovie Drunker Records） | インディーズ（Grooovie Drunker Records） | インディーズ（Grooovie Drunker Records） | インディーズ（Grooovie Drunker Records） | インディーズ（Grooovie Drunker Records） | インディーズ（Grooovie Drunker Records） |
| ---------------------------------------- | ---------------------------------------- | ---------------------------------------- | ---------------------------------------- | ---------------------------------------- | ---------------------------------------- | ---------------------------------------- |
| 1st                                      | 2010年03月17日                           | KTEP                                     | CD                                       | 1000枚限定盤                             | KOCA-9001                                | -                                        |
| 2nd                                      | 2012年05月09日                           | KTEP2                                    | CD                                       | 2000枚限定盤                             | KOGA-9003                                | 48位                                     |
| 3rd                                      | 2012年12月05日                           | KTEP3                                    | CD                                       | 2000枚限定盤                             | KOCA-9004                                | 50位                                     |
| -                                        | 2013年11月17日                           | KTEP FREE                                | CD                                       | 会場限定盤                               | KOCA-200                                 | 未集計                                   |
| メジャー（Virgin Music）                 |                                          |                                          |                                          |                                          |                                          |                                          |
| 4th                                      | 2022年05月25日                           | KTEP4                                    | Digital                                  | Digital                                  | -                                        | 未集計                                   |
| 4th                                      | 2022年06月02日                           | KTEP4                                    | CD                                       | 会場限定盤                               | PROV-1026                                | 未集計                                   |

### アルバム

#### ミニ・アルバム
|                                          | 発売日                                   | タイトル                                 | 規格                                     | 生産番号                                 | 最高位                                   |
| インディーズ（Grooovie Drunker Records） | インディーズ（Grooovie Drunker Records） | インディーズ（Grooovie Drunker Records） | インディーズ（Grooovie Drunker Records） | インディーズ（Grooovie Drunker Records） | インディーズ（Grooovie Drunker Records） |
| ---------------------------------------- | ---------------------------------------- | ---------------------------------------- | ---------------------------------------- | ---------------------------------------- | ---------------------------------------- |
| 1st                                      | 2010年07月07日                           | TIMES SQUARE                             | CD                                       | KOCA-59                                  | 158位                                    |
| 2nd                                      | 2011年11月09日                           | SUGAR TITLE                              | CD                                       | KOCA-68                                  | 135位                                    |

#### フル・アルバム
|                                          | 発売日                                   | タイトル                                 | 規格                                     | 販売形態                                 | 生産番号                                 | 最高位                                   |
| インディーズ（Grooovie Drunker Records） | インディーズ（Grooovie Drunker Records） | インディーズ（Grooovie Drunker Records） | インディーズ（Grooovie Drunker Records） | インディーズ（Grooovie Drunker Records） | インディーズ（Grooovie Drunker Records） | インディーズ（Grooovie Drunker Records） |
| ---------------------------------------- | ---------------------------------------- | ---------------------------------------- | ---------------------------------------- | ---------------------------------------- | ---------------------------------------- | ---------------------------------------- |
| 1st                                      | 2013年03月06日                           | ONE SHOT WONDER                          | CD                                       | 通常盤                                   | KOCA-75                                  | 52位                                     |
| メジャー（Getting Better）               |                                          |                                          |                                          |                                          |                                          |                                          |
| 2nd                                      | 2014年05月21日                           | OVERTONE                                 | 2CD+DVD                                  | 初回限定盤A                              | VIZL-680                                 | 13位                                     |
| 2nd                                      | 2014年05月21日                           | OVERTONE                                 | CD+DVD                                   | 初回限定盤B                              | VIZL-681                                 | 13位                                     |
| 2nd                                      | 2014年05月21日                           | OVERTONE                                 | CD                                       | 通常盤                                   | VICL-64168                               | 13位                                     |
| 3rd                                      | 2015年05月20日                           | HOT!                                     | CD+DVD                                   | 初回限定盤                               | VIZL-839                                 | 4位                                      |
| 3rd                                      | 2015年05月20日                           | HOT!                                     | CD                                       | スペシャルプライス盤                     | VICL-64354                               | 4位                                      |
| 3rd                                      | 2015年05月20日                           | HOT!                                     | CD                                       | 通常盤                                   | VICL-64355                               | 4位                                      |
| 4th                                      | 2017年03月15日                           | PARADISE                                 | CD+DVD                                   | 初回限定盤A                              | VIZL-1123                                | 2位                                      |
| 4th                                      | 2017年03月15日                           | PARADISE                                 | CD+DVD                                   | 初回限定盤B                              | VIZL-1124                                | 2位                                      |
| 4th                                      | 2017年03月15日                           | PARADISE                                 | CD                                       | 通常盤                                   | VICL-64718                               | 2位                                      |
| 5th                                      | 2018年03月07日                           | Rainbow                                  | CD+DVD                                   | 初回限定盤                               | VIZL-1324                                | 5位                                      |
| 5th                                      | 2018年03月07日                           | Rainbow                                  | CD                                       | 通常版初回プレス仕様                     | VICL-64949X                              | 5位                                      |
| 5th                                      | 2018年03月07日                           | Rainbow                                  | CD                                       | 通常盤                                   | VICL-64949                               | 5位                                      |
| メジャー（Virgin Music）                 |                                          |                                          |                                          |                                          |                                          |                                          |
| 6th                                      | 2019年11月06日                           | DON'T STOP THE MUSIC                     | CD+DVD                                   | 初回限定盤A                              | TYCT-69160                               | 5位                                      |
| 6th                                      | 2019年11月06日                           | DON'T STOP THE MUSIC                     | CD+グッズ                                | 初回限定盤B                              | TYCT-69161                               | 5位                                      |
| 6th                                      | 2019年11月06日                           | DON'T STOP THE MUSIC                     | CD                                       | 通常盤                                   | TYCT-60149                               | 5位                                      |
| 6th                                      | 2019年11月06日                           | DON'T STOP THE MUSIC                     | CD+ソロブックレット                      | KEYTALK盤：武正盤                        | PDCV-1044                                | 5位                                      |
| 6th                                      | 2019年11月06日                           | DON'T STOP THE MUSIC                     | CD+ソロブックレット                      | KEYTALK盤：義勝盤                        | PDCV-1045                                | 5位                                      |
| 6th                                      | 2019年11月06日                           | DON'T STOP THE MUSIC                     | CD+ソロブックレット                      | KEYTALK盤：巨匠盤                        | PDCV-1046                                | 5位                                      |
| 6th                                      | 2019年11月06日                           | DON'T STOP THE MUSIC                     | CD+ソロブックレット                      | KEYTALK盤：八木盤                        | PDCV-1047                                | 5位                                      |
| 7th                                      | 2021年08月25日                           | ACTION!                                  | CD+グッズ                                | UNIVERSAL MUSIC STORE限定盤              | D2CE-9561                                | 9位                                      |
| 7th                                      | 2021年08月25日                           | ACTION!                                  | CD+DVD                                   | 初回限定盤A                              | TYCT-69193                               | 9位                                      |
| 7th                                      | 2021年08月25日                           | ACTION!                                  | CD+DVD                                   | 初回限定盤B                              | TYCT-69194                               | 9位                                      |
| 7th                                      | 2021年08月25日                           | ACTION!                                  | CD                                       | 通常盤                                   | TYCT-60172                               | 9位                                      |
| 8th                                      | 2023年08月30日                           | DANCEJILLION                             | CD+グッズ                                | UNIVERSAL MUSIC STORE限定盤              | D2CE-12367                               | 19位                                     |
| 8th                                      | 2023年08月30日                           | DANCEJILLION                             | CD+DVD                                   | 初回限定盤                               | TYCT-69271                               | 19位                                     |
| 8th                                      | 2023年08月30日                           | DANCEJILLION                             | CD                                       | 通常盤                                   | TYCT-60211                               | 19位                                     |

#### ベスト・アルバム
|                              | 発売日                       | タイトル                                          | 規格                         | 販売形態                          | 生産番号                     | 最高位                       |
| インディーズ（KOGA RECORDS） | インディーズ（KOGA RECORDS） | インディーズ（KOGA RECORDS）                      | インディーズ（KOGA RECORDS） | インディーズ（KOGA RECORDS）      | インディーズ（KOGA RECORDS） | インディーズ（KOGA RECORDS） |
| ---------------------------- | ---------------------------- | ------------------------------------------------- | ---------------------------- | --------------------------------- | ---------------------------- | ---------------------------- |
| 1st                          | 2016年07月06日               | KTEP COMPLETE                                     | CD                           | 通常盤                            | KOCA-90                      | 12位                         |
| 1st                          | 2017年09月10日               | KTEP COMPLETE                                     | 5Analog                      | 完全生産限定盤                    | KOGA-204                     | 12位                         |
| メジャー（Getting Better）   |                              |                                                   |                              |                                   |                              |                              |
| 2nd                          | 2020年03月18日               | Best Selection Album of Victor Years              | 2CD+Blu-ray+グッズ           | 完全生産限定盤A                   | VIZL-1737                    | 76位                         |
| 2nd                          | 2020年03月18日               | Best Selection Album of Victor Years              | 2CD＋DVD＋グッズ             | 完全生産限定盤B                   | VIZL-1738                    | 76位                         |
| 2nd                          | 2020年03月18日               | Coupling Selection Album of Victor Years          | 2CD＋Blu-ray＋グッズ         | 完全生産限定盤A                   | VIZL-1739                    | 79位                         |
| 2nd                          | 2020年03月18日               | Coupling Selection Album of Victor Years          | 2CD＋DVD＋グッズ             | 完全生産限定盤B                   | VIZL-1740                    | 79位                         |
| 2nd                          | 2020年03月18日               | Best Selection Album of Victor Years Complete Box | CD+2Blu-ray+グッズ           | ビクターオンライン数量生産限定盤A | NZS-804                      | 29位                         |
| 2nd                          | 2020年03月18日               | Best Selection Album of Victor Years Complete Box | 4CD+2DVD+グッズ              | ビクターオンライン数量生産限定盤B | NZS-805                      | 29位                         |

#### ライブ・アルバム
|                            | 発売日                     | タイトル                                                          | 規格                       | 生産番号                   | 最高位                     |
| メジャー（Getting Better） | メジャー（Getting Better） | メジャー（Getting Better）                                        | メジャー（Getting Better） | メジャー（Getting Better） | メジャー（Getting Better） |
| -------------------------- | -------------------------- | ----------------------------------------------------------------- | -------------------------- | -------------------------- | -------------------------- |
| 1st                        | 2016年03月02日             | KEYTALKの武道館で舞踏会 〜shall we dance?〜                       | 2CD                        | VICL-64515/6               | 36位                       |
| 2nd                        | 2017年12月20日             | 横浜アリーナ ワンマンライブ 俺ら出会って10年目〜shall we dance?〜 | 2CD                        | VICL-64892/3               | 111位                      |
| メジャー（Virgin Music）   |                            |                                                                   |                            |                            |                            |
| 3rd                        | 2023年11月20日             | KEYTALKの武道館で舞踏会〜shall we dance?〜2                       | Digital                    | -                          | -                          |

### 映像作品
|                                          | 発売日                                   | タイトル                                                           | 規格                                     | 販売形態                                 | 生産番号                                 | 最高位                                   |
| インディーズ（Grooovie Drunker Records） | インディーズ（Grooovie Drunker Records） | インディーズ（Grooovie Drunker Records）                           | インディーズ（Grooovie Drunker Records） | インディーズ（Grooovie Drunker Records） | インディーズ（Grooovie Drunker Records） | インディーズ（Grooovie Drunker Records） |
| ---------------------------------------- | ---------------------------------------- | ------------------------------------------------------------------ | ---------------------------------------- | ---------------------------------------- | ---------------------------------------- | ---------------------------------------- |
| 1st                                      | 2012年07月01日                           | SUGAR TITLE TOUR DVD                                               | DVD                                      | 通常盤                                   | KOGA-194                                 | -                                        |
| 2nd                                      | 2013年07月19日                           | オムスターの逆襲2013 DVD                                           | DVD                                      | 通常盤                                   | KOGA-198                                 | -                                        |
| メジャー（Getting Better）               |                                          |                                                                    |                                          |                                          |                                          |                                          |
| 1st                                      | 2014年12月17日                           | OVERTONE TOUR 2014 at AKASAKA BLITZ                                | DVD+フォトブック                         | 初回限定盤                               | VIZL-762                                 | 19位                                     |
| 1st                                      | 2014年12月17日                           | OVERTONE TOUR 2014 at AKASAKA BLITZ                                | DVD                                      | 通常盤                                   | VIBL-735                                 | 19位                                     |
| 2nd                                      | 2015年09月30日                           | MUSIC VIDEO COLLECTION 2010-2015                                   | BD                                       | 通常盤                                   | VIXL-156                                 | 16位                                     |
| 2nd                                      | 2015年09月30日                           | MUSIC VIDEO COLLECTION 2010-2015                                   | DVD                                      | 通常盤                                   | VIBL-782                                 | 16位                                     |
| 3rd                                      | 2016年03月02日                           | KEYTALKの武道館で舞踏会 〜shall we dance?〜                        | 2BD+フォトブック                         | 完全限定生産盤                           | VIZL-929                                 | 9位                                      |
| 3rd                                      | 2016年03月02日                           | KEYTALKの武道館で舞踏会 〜shall we dance?〜                        | BD                                       | 通常盤                                   | VIXL-161                                 | 9位                                      |
| 3rd                                      | 2016年03月02日                           | KEYTALKの武道館で舞踏会 〜shall we dance?〜                        | 2DVD+フォトブック                        | 完全限定生産盤                           | VIZL-930                                 | 4位                                      |
| 3rd                                      | 2016年03月02日                           | KEYTALKの武道館で舞踏会 〜shall we dance?〜                        | DVD                                      | 通常盤                                   | VIBL-794                                 | 4位                                      |
| 4th                                      | 2017年12月20日                           | 横浜アリーナ ワンマンライブ 俺ら出会って10年目〜shall we dance?〜  | 2BD                                      | 完全生産限定盤                           | VIZL-1278                                | 33位                                     |
| 4th                                      | 2017年12月20日                           | 横浜アリーナ ワンマンライブ 俺ら出会って10年目〜shall we dance?〜  | BD                                       | 通常盤                                   | VIXL-205                                 | 33位                                     |
| 4th                                      | 2017年12月20日                           | 横浜アリーナ ワンマンライブ 俺ら出会って10年目〜shall we dance?〜  | 2DVD                                     | 完全生産限定盤                           | VIZL-1279                                | 11位                                     |
| 4th                                      | 2017年12月20日                           | 横浜アリーナ ワンマンライブ 俺ら出会って10年目〜shall we dance?〜  | DVD                                      | 通常盤                                   | VIBL-871                                 | 11位                                     |
| 5th                                      | 2018年12月19日                           | 幕張メッセ ワンマンライブ ド真ん中で頑張マッセ 〜shall we dance?〜 | BD+2CD                                   | 完全生産限定盤                           | VIZL-149                                 | 44位                                     |
| 5th                                      | 2018年12月19日                           | 幕張メッセ ワンマンライブ ド真ん中で頑張マッセ 〜shall we dance?〜 | BD                                       | 通常盤                                   | VIXL-246                                 | 44位                                     |
| 5th                                      | 2018年12月19日                           | 幕張メッセ ワンマンライブ ド真ん中で頑張マッセ 〜shall we dance?〜 | DVD+2CD                                  | 完全生産限定盤                           | VIZL-1494                                | 20位                                     |
| 5th                                      | 2018年12月19日                           | 幕張メッセ ワンマンライブ ド真ん中で頑張マッセ 〜shall we dance?〜 | DVD                                      | 通常盤                                   | VIBL-919                                 | 20位                                     |
| メジャー（Virgin Music）                 |                                          |                                                                    |                                          |                                          |                                          |                                          |
| 6th                                      | 2023年11月20日                           | KEYTALKの武道館で舞踏会〜shall we dance?〜2                        | BD+グッズ                                | UNIVERSAL MUSIC STORE限定盤              | PDXV-1030                                | 未集計                                   |

### 自主制作
※real名義でのリリース。

### 参加作品
| 発売日         | タイトル                            | アーティスト    | 規格品番                                            | 楽曲                   | 備考                                                                                             |
| -------------- | ----------------------------------- | --------------- | --------------------------------------------------- | ---------------------- | ------------------------------------------------------------------------------------------------ |
| 2016年07月27日 | ROCK IN DISNEY ～Season of the Beat | Various Artists | AVCW-63149                                          | ミッキーマウス・マーチ | 国内ロック・ポップアーティストが参加したディズニーソングのカバー・アルバム。                     |
| 2018年09月19日 | tribute to the band apart           | Various Artists | PCCA-04705                                          | Snowscape              | the band apartのトリビュート・アルバム。                                                         |
| 2020年11月25日 | Grey                                | FOMARE          | AICL-3978                                           | Hello Blue Days        | KEYTALKとFOMAREのコラボ楽曲が収録されている。                                                    |
| 2024年05月22日 | パショギラ/躍動/ROCKを止めるな!!    | GANG PARADE     | WPZL-32114/5（初回生産限定盤） WPCL-13548（通常盤） | パショギラ             | 首藤が作詞・作曲・編曲を担当しており、メンバー全員が演奏およびミュージックビデオに参加している。 |

#### コンピレーション・アルバム
| 発売日         | タイトル                                             | 規格品番            | 楽曲                | 備考                                                                                 |
| -------------- | ---------------------------------------------------- | ------------------- | ------------------- | ------------------------------------------------------------------------------------ |
| 2012年01月25日 | IMC KILLER TUNES                                     | AVCD-38406          | sympathy            | indiesmusic.com監修のコンピレーション・アルバム。                                    |
| 2012年11月07日 | TGMXの音楽関係                                       | NIW-83              | トラベリング        | TGMXが参加した代表楽曲を集めたコンピレーション・アルバム。                           |
| 2013年03月20日 | あっ、良い音楽ここにあります。その参                 | FIVER-021           | B型                 | グッドモーニングアメリカが企画したコンピレーション・アルバム。                       |
| 2014年06月04日 | PARTY                                                | VIZL-683 VICL-64172 | トラベリング        | DJやついいちろうによるロック・ミックスアルバム。                                     |
| 2015年08月19日 | TVアニメーション 「境界のRINNE」 ORIGINAL SOUNDTRACK | COCX-39228          | 桜花爛漫 (TVサイズ) | アニメ『境界のRINNE』のサウンドトラック。                                            |
| 2016年02月10日 | フェス、その前に                                     | AICL-3008           | MONSTER DANCE       | DJ和のノンストップMIXアルバム。                                                      |
| 2016年08月10日 | TGMXの音楽関係2                                      | NIW-122             | プルーオーバー      | TGMXが参加した代表楽曲を集めたコンピレーション・アルバムの2作目。                    |
| 2018年02月28日 | ドラゴンボール超 超・主題歌集                        | COCX-40305          | スターリングスター  | アニメ『ドラゴンボール超』の主題歌を集めたアルバム。                                 |
| 2018年09月12日 | 氣志團万博2018 ～房総爆音爆勝宣言～                  | AVCD-93993          | MONSTER DANCE       | 「氣志團万博2018」参加アーティストの音源をコンパイルしたコンピレーション・アルバム。 |

### 未発表音源
物販2（2016年）
2016年に発表されたシングル「HELLO WONDERLAND」「MATSURI BAYASHI」の2作を購入すると無料で入手できる音源。
鱗雲（2019年）
くまもと県民テレビ『SATURDAY with smil starts HERE!! サタココ』テーマソング。
魔ガレー（2021年）
「下北沢カレーフェスティバル」テーマソング（2021年〜2023年）。
インディゴブルーの彼方へ（2024年）
スマホゲーム「ロードモバイル」ロードモバイル×KEYTALKコラボイベントテーマソング。

## ミュージック・ビデオ
| 公開年 | タイトル                        | リンク      | 監督                         |
| ------ | ------------------------------- | ----------- | ---------------------------- |
| 2010年 | 消えていくよ                    | [ 動画 1 ]  | -                            |
| 2010年 | トラベリング                    | [ 動画 2 ]  | 小嶋貴之                     |
| 2011年 | sympathy                        | [ 動画 3 ]  | 小嶋貴之                     |
| 2011年 | a picture book                  | [ 動画 4 ]  | -                            |
| 2012年 | MABOROSHI SUMMER                | [ 動画 5 ]  | 小嶋貴之                     |
| 2012年 | 太陽系リフレイン                | [ 動画 6 ]  | 勝見拓矢, 川崎龍弥, 佛坂和之 |
| 2013年 | fiction escape                  | [ 動画 7 ]  | 小嶋貴之                     |
| 2013年 | S.H.S.S.                        | [ 動画 8 ]  | 勝見拓矢                     |
| 2013年 | コースター                      | [ 動画 9 ]  | 多田卓也                     |
| 2013年 | コースター（USTREAM Ver.）      | -           | 多田卓也                     |
| 2014年 | パラレル                        | [ 動画 10 ] | ムラカミタツヤ               |
| 2014年 | MURASAKI                        | [ 動画 11 ] | 新宮良平                     |
| 2014年 | MONSTER DANCE                   | [ 動画 12 ] | 田辺秀伸                     |
| 2015年 | FLAVOR FLAVOR                   | [ 動画 13 ] | 青木亮二                     |
| 2015年 | 桜花爛漫                        | [ 動画 14 ] | 北島武樹                     |
| 2015年 | YURAMEKI SUMMER                 | [ 動画 15 ] | 丹羽貴幸                     |
| 2015年 | summer tail                     | -           | タカハシケイ                 |
| 2015年 | スターリングスター              | [ 動画 16 ] | ムラカミタツヤ               |
| 2016年 | HELLO WONDERLAND                | [ 動画 17 ] | 大久保拓朗                   |
| 2016年 | MATSURI BAYASHI                 | [ 動画 18 ] | 大久保拓朗                   |
| 2016年 | boys & girls                    | [ 動画 19 ] | 木村和亮                     |
| 2016年 | Love me                         | [ 動画 20 ] | 田辺秀伸                     |
| 2016年 | ASTRO                           | [ 動画 21 ] | 田辺秀伸                     |
| 2017年 | Summer Venus                    | [ 動画 22 ] | 田辺秀伸                     |
| 2017年 | 黄昏シンフォニー                | [ 動画 23 ] | タカハシケイ                 |
| 2017年 | セツナユメミシ                  | [ 動画 24 ] | タカハシケイ                 |
| 2017年 | アオイウタ                      | [ 動画 25 ] | 勝見拓矢                     |
| 2018年 | ロトカ・ヴォルテラ              | [ 動画 26 ] | 川橋勇紀                     |
| 2018年 | 暁のザナドゥ                    | [ 動画 27 ] | 勝見拓矢                     |
| 2018年 | Cheers!                         | -           | 田村啓介                     |
| 2019年 | BUBBLE-GUM MAGIC                | [ 動画 28 ] | 田辺秀伸                     |
| 2019年 | ララ・ラプソディー              | [ 動画 29 ] | 隈本遼平                     |
| 2019年 | DE'DEVIL DANCER                 | [ 動画 30 ] | さとうこずえ                 |
| 2020年 | 少年                            | [ 動画 31 ] | 風野又二朗                   |
| 2020年 | サンライズ                      | [ 動画 32 ] | 風野又二朗                   |
| 2020年 | 流線ノスタルジック              | [ 動画 33 ] | 風野又二朗                   |
| 2020年 | Hello Blue Days（KEYTALK ver.） | [ 動画 34 ] | 大山卓也                     |
| 2021年 | 宴はヨイヨイ恋しぐれ            | [ 動画 35 ] | 小嶋貴之                     |
| 2021年 | 大脱走                          | [ 動画 36 ] | 加藤マニ                     |
| 2021年 | もういっちょ                    | [ 動画 37 ] | 小嶋貴之                     |
| 2022年 | 夜の蝶                          | [ 動画 38 ] | 齋藤工                       |
| 2023年 | shall we dance?                 | [ 動画 39 ] | Melime                       |
| 2023年 | 君とサマー                      | [ 動画 40 ] | 加藤マニ                     |
| 2023年 | 狂騒パラノーマル                | [ 動画 41 ] | 加藤マニ                     |
| 2023年 | ハコワレサマー                  | [ 動画 42 ] | 加藤マニ                     |
| 2023年 | Puzzle                          | [ 動画 43 ] | CHANCE                       |

## タイアップ一覧
| 起用年 | 曲名                     | タイアップ                                                                                    |
| ------ | ------------------------ | --------------------------------------------------------------------------------------------- |
| 2013年 | コースター               | くまもと県民テレビ『テレビタミン』11月エンディングテーマ                                      |
| 2014年 | エンドロール             | NTTドコモ「dヒッツ〜月を見ながら聴きたい曲篇〜」CMソング                                      |
| 2014年 | MONSTER DANCE            | JVCケンウッド「ピタスマ」CMソング                                                             |
| 2014年 | MONSTER DANCE            | テレビ朝日系『musicる TV』2014年11月度オープニングテーマ                                      |
| 2015年 | FLAVOR FLAVOR            | KBS京都『京スポ』3月度エンディングテーマ                                                      |
| 2015年 | 桜花爛漫                 | NHK Eテレ系テレビアニメ『境界のRINNE』第1シリーズ 前期オープニングテーマ（第1話 - 第13話）    |
| 2015年 | スターリングスター       | フジテレビ系アニメ『ドラゴンボール超』エンディングテーマ（第13話 - 第25話）                   |
| 2016年 | Combat Song              | アピタ「タフネスビズ2016」CMソング                                                            |
| 2016年 | boys & girls             | フジテレビ系『めざましどようび』テーマソング（4月9日 - 10月1日）                              |
| 2016年 | HELLO WONDERLAND         | テレビ朝日系『musicるTV』5月度オープニングテーマ                                              |
| 2016年 | HELLO WONDERLAND         | ABCテレビ『今ちゃんの「実は…」』5月度エンディングテーマ                                       |
| 2016年 | MATSURI BAYASHI          | フジテレビ系『魁!ミュージック』6月度マンスリーアーティスト                                    |
| 2017年 | Oh!En!Ka!                | TBS系『ニューイヤー駅伝2017』テーマソング                                                     |
| 2017年 | Oh!En!Ka!                | 「熊本城マラソン2017」大会公式テーマソング                                                    |
| 2017年 | ミルクティーは恋の味     | 日本テレビ系『PON!』3月度エンディングテーマ                                                   |
| 2017年 | Love me                  | 「JRゲートタワー」CMソング                                                                    |
| 2017年 | 黄昏シンフォニー         | TBS系ドラマ『3人のパパ』主題歌                                                                |
| 2017年 | ASTRO                    | スマートフォン用サスペンスRPG「Black Rose Suspects」メインストーリー「シーズン3」テーマソング |
| 2017年 | セツナユメミシ           | NHK Eテレ系テレビアニメ『境界のRINNE』第3シリーズ 後期オープニングテーマ                      |
| 2017年 | 誓い                     | GMOクリック証券「競泳日本代表応援」CMソング                                                   |
| 2017年 | タイポロジー             | アピタ「タフネスビズ2017」CMソング                                                            |
| 2017年 | アオイウタ               | ANA「音楽と旅が大好きだ#KEYTALKとANA旅」キャンペーンソング                                    |
| 2018年 | ロトカ・ヴォルテラ       | テレビ朝日『お願い!ランキング』1月度エンディングテーマ                                        |
| 2018年 | ワルシャワの夜に         | TOKYO MX『ACTALK～シモキタクレイジーピーポー～』オープニングテーマ                            |
| 2018年 | ワルシャワの夜に         | JVCヘッドホン「JVCヘッドホン『XX～タフに鳴る』パラレルビデオ」タイアップソング                |
| 2018年 | Oh!En!Ka!                | 「熊本城マラソン2018」大会公式テーマソング                                                    |
| 2018年 | Rainbow Road             | ANA「音楽と旅が大好きだ #KEYTALKとANA旅」キャンペーンソング第2弾                              |
| 2018年 | Cheers!                  | 「C.C.レモン」オリジナルソング                                                                |
| 2018年 | 東京シネマ               | 2018年度赤十字運動月間ショートムービー「ミラクルヒーローズ」タイアップソング                  |
| 2018年 | Catch The Wave           | 女子プロサーフィン国際大会「white buffalo HYUGA PRO QS3000」公式ソング                        |
| 2019年 | Oh!En!Ka!                | 「熊本城マラソン2019」大会公式テーマソング                                                    |
| 2019年 | 鱗雲                     | くまもと県民テレビ『SATURDAY with smil starts HERE!! サタココ』テーマソング                   |
| 2019年 | BUBBLE-GUM MAGIC         | テレビ朝日系『Break Out』5月度オープニング・トラック                                          |
| 2019年 | ララ・ラプソディー       | KAGOME「GO!ME.プロジェクト」テーマソング                                                      |
| 2019年 | 旋律の迷宮               | テレビ東京系連続ドラマ『警視庁ゼロ係～生活安全課なんでも相談室～SEASON4』主題歌               |
| 2019年 | ブルーハワイ             | ホットペッパービューティー 特別Web CM『夏、脱、いつものワタシ』テーマソング                   |
| 2019年 | Catch The Wave           | 「meets the surf project」テーマソング                                                        |
| 2019年 | DROP2                    | MBS“ドラマ特区”枠ドラマ『カフカの東京絶望日記』エンディングテーマ                             |
| 2019年 | 桜色の街へ               | 熊本市内新大型複合商業施設「SAKURA MACHI Kumamoto」CMソング                                   |
| 2019年 | 少年                     | KONAMI パワプロ25周年記念 モバイルゲーム『実況パワフルプロ野球』タイアップソング              |
| 2019年 | DE'DEVIL DANCER          | ヤマト運輸「クロネコメンバーズ」タイアップソング                                              |
| 2019年 | DE'DEVIL DANCER          | テレビ朝日系『M-1グランプリ』敗者復活戦ジングル（ - 2022年）                                  |
| 2019年 | アカネ・ワルツ           | 読売テレビ・日本テレビ系『探偵が早すぎるスペシャル』主題歌                                    |
| 2020年 | Oh!En!Ka!                | 「熊本城マラソン2020」大会公式テーマソング                                                    |
| 2020年 | サンライズ               | KONAMI パワプロ25周年記念 モバイルゲーム『実況パワフルプロ野球』タイアップソング第2弾         |
| 2020年 | 流線ノスタルジック       | KONAMI「パワプロアプリ チャンピオンシップ」2020シーズン 公式テーマソング                      |
| 2020年 | Hello Blue Days          | Red Bull #歌詞に翼をさずける キャンペーンソング                                               |
| 2020年 | Orion                    | FM NACK5「Winter Aloha 2021」キャンペーンソング                                               |
| 2021年 | MONSTER DANCE            | フジテレビ系『新しいカギ』オープニングテーマ                                                  |
| 2021年 | FACTION                  | ゲームアプリ『イケメン源氏伝 あやかし恋えにし』2周年楽曲                                      |
| 2021年 | 愛文                     | TBS系『まるっと!サタデー』テーマソング                                                        |
| 2021年 | 魔ガレー                 | 「下北沢カレーフェスティバル」テーマソング（ - 2023年）                                       |
| 2022年 | スターリングスター       | ダイダン 「設備を人体に例えるなら」篇 TVCMソング                                              |
| 2022年 | 夜の蝶                   | FM NACK5「ラジオのアナ〜ラジアナ」テーマソング                                                |
| 2022年 | 夜の蝶                   | FM山陰「ゆーきのゴーイブFRIDAY」6月度エンディングテーマ                                       |
| 2022年 | 九天の花                 | ゲームアプリ『イケメン源氏伝 あやかし恋えにし』第二部「頼朝・義経編」主題歌                   |
| 2023年 | Oh!En!Ka!                | 「熊本城マラソン2023」大会公式テーマソング                                                    |
| 2024年 | Oh!En!Ka!                | 「熊本城マラソン2024」大会公式テーマソング                                                    |
| 2024年 | インディゴブルーの彼方へ | スマホゲーム「ロードモバイル」ロードモバイル×KEYTALKコラボイベントテーマソング                |
| 2024年 | MONSTER DANCE            | フジテレビ系『FNS27時間テレビ 日本一たのしい学園祭!』テーマソング                             |

## 出演

### レギュラー番組

#### テレビ
- ACTALK〜シモキタクレイジーピーポー〜（TOKYO MX、2018年2月17日、3月25日、4月7日、5月12日、全4回）[89][128]
- THE IDOL BAND : BOY’S BATTLE（TBS、2022年12月3日 - 2023年3月11日、全12回）[129]

#### ラジオ
- THE KINGS PLACE（J-WAVE）
  - 木曜日ナビゲーター（2013年10月 - 2016年3月、2018年3月）[130]
  - 月曜日ナビゲーター（2021年4月 - 2021年8月）[131]
- MOSラジNACK5店（NACK5、2023年7月 - 2024年6月） - パーソナリティー[132]
- SCHOOL OF LOCK!（TOKYO-FM）
  - 松田LOCKS! マンスリーアーティスト（2023年8月）